# Antharmostes simplicimargo
Antharmostes simplicimargo là một loài bướm đêm trong họ Geometridae.